# Liste der Baudenkmäler in Reisholz
Die Liste der Baudenkmäler in Reisholz enthält die denkmalgeschützten Bauwerke auf dem Gebiet von Düsseldorf-Reisholz, Stadtbezirk 9, in Nordrhein-Westfalen. Diese Baudenkmäler sind in der Denkmalliste der Stadt Düsseldorf eingetragen; Grundlage für die Aufnahme ist das Denkmalschutzgesetz Nordrhein-Westfalen (DSchG NRW).

## Baudenkmäler
| Bild             | Bezeichnung      | Lage                                                                                         | Beschreibung | Bauzeit          | Eingetragen seit  | Denkmal- nummer |
| ---------------- | ---------------- | -------------------------------------------------------------------------------------------- | --- | ---------------- | ----------------- | --------------- |
| weitere Bilder   | Thomaskirche     | Aschaffenburger Straße 8, Steubenstraße 13 Karte                                             | eine evangelische Kirche, die von Walter Köngeter und Ernst Petersen entworfen, 1957 erbaut und die 1958 und 1963 weitergebaut wurde. | 1957, 1958, 1963 | 16. Juli 1996     | A 1396          |
| weitere Bilder   | Siedlungsbauten  | Bessemerstraße 1–9, Briedestraße 98–132, Eichelstraße 95–117, Paul-Thomas-Straße 62–70 Karte | Wohn- und Siedlungsbauten, Arbeitersiedlungsbau, Architekt: Wilhelm Beckmann                                                          | 1928–1930        | 18. Dezember 2014 | A 1645          |
| Großgarage       | Großgarage       | Henkelstraße 230 Karte                                                                       | Architekt: Walter Furthmann | 1939             | 11. Dezember 1996 | A 1409          |
| Bahnhof Reisholz | Bahnhof Reisholz | Henkelstraße 313, 315 Karte                                                                  | | 1898–1899        | 11. August 1998   | A 1443          |
| Parkanlage       | Parkanlage       | Paulinenplatz, Buchenstraße o. Nr. Karte                                                     | entworfen von Gartenarchitekt Hans Schiller                                                                                           | 1928–1929        | 23. April 1992    | A 1234          |